# ソウル総合運動場
ソウル総合運動場(朝: 서울종합운동장) 、または蚕室総合運動場（チャムシルそうごううんどうじょう、朝: 잠실종합운동장）は、韓国の首都・ソウル特別市松坡区にある総合スポーツ施設である。1986年のアジア大会、88年のソウル五輪に向けて整備された。
1975年10月、建設計画がスタートし、翌76年11月から建設が始まり、79年に室内体育館、80年には第1プールが開業した。その後ソウル五輪とア大会開催決定によりさらに拡張し、82年に野球場が、84年9月には10万人収容の主競技場がオープンした。
しかし建築から40年近くが経ち市は2032年度までに大規模再開発を行う計画。

## 主な施設
- ソウルオリンピック主競技場
- 補助競技場
- 蚕室第1プール
- 第2プール
- 蚕室体育館
- 蚕室学生体育館
- 卓球場
- 蚕室野球場
- オリンピック記念館